# Otto van Anken
Otto van Anken (Pernis, 20 september 1909 - Zwolle, 14 augustus 1991) was een Nederlands jurist en rechter.

## Biografie
Van Anken was een zoon van de predikant Karel van Anken (1881-1951) en Talje Knottnerus (1882-1978). Hij trouwde in 1947 met Hermine Reinders (1920-2011).
Van Anken werd na zijn studie rechten aan de Vrije Universiteit in 1936 benoemd tot adjunct-commies bij de Tweede Kamer der Staten-Generaal. Vervolgens werd hij per 19 februari 1940 benoemd tot griffier van het kantongerecht Sneek hetgeen hij tot 8 januari 1942 zou blijven waarna hij diezelfde functie kreeg te Zwolle. Hij werd in 1951 benoemd tot kantonrechter te Deventer, in 1958 te Zwolle waarna hij als zodanig per 15 april 1974 op eigen verzoek werd ontslagen. Met de lintjesregen van 1975 werd hij benoemd tot officier in de Orde van Oranje-Nassau.